# That '80s Show
That '80s Show foi uma sitcom que foi transmitida na FOX durante o ano de 2002. Apesar de ter um nome similar, a mesma estrutura e muitos dos mesmos escritores e equipe de produção, a série não é considerada um spin-off da mais sucedida That '70s Show. Os personagens e as histórias das duas séries nunca se cruzaram. Foi um programa separado, baseado em uma década, criado por causa da popularidade de That '70s Show na época. That '80s Show falhou no objetivo de atingir uma audiência grande e foi cancelada após 13 episódios.
That '80s Show acontece em 1984 e fala da vida de um grupo de amigos que vivem em San Diego, na Califórnia.
A série difere de That '70s Show na medida em que apresenta paródias aos estereótipos e com ideias tipicamente concebíveis da dinâmica familiar dos anos 80.
A série foi filmada em Los Angeles, na Califórnia nos estúdios da CBS Studio Center.